# ［DEATHTOPIA］
「[DEATHTOPIA]」（デストピア）は、2016年8月3日にLSGから発売のGLAYの通算54作目のシングル。

## 概要
前作より約半年ぶりとなるシングル。2016年6月9日に自主レーベル「loversoul music & associates」を「LSG」に改名。改名後第1弾シングルとしてリリースされた。
「デストピア」「超音速デスティニー」共々、HISASHIが楽曲を手掛けている。TAKUROがA面曲を詞曲両方とも制作していないのは本作のみ。2曲ともテレビアニメ「クロムクロ」のオープニングテーマとして起用され、HISASHIにとっては初のアニメタイアップソングとなった。本アニメ起用のきっかけは、監督の岡村天斎がHISASHI作詞・作曲の「黒く塗れ！」を気に入って声をかけてくれたと語っている。本2曲について、オフィシャルでは、「アニメに登場する重量感あるロボットを彷彿とさせる力強さとHISASHI独特の言葉選びが特徴的。一方で、GLAYらしいメロディを際立たせるビート感をも併せ持つ至極の楽曲となっている。」と紹介されている。また2曲の新曲に加え、HISASHI作曲のライブ音源を6曲収録。
CD＋DVD盤の特典DVDには、HISASHI、茂木淳一がパーソナリティを務めるMUSIC ON! TVにて放送中の「RX-72 〜HISASHI (GLAY) VS 茂木淳一〜」のスペシャルバージョンや、「デストピア/超音速デスティニー」のMUSIC VIDEO&Makingのほか、4月に日本武道館で開催された「GLAY HIGHCOMMUNICATIONS TOUR 2016“Supernova”」のライブ映像を収録。
「デストピア/超音速デスティニー」のMUSIC VIDEOは、曲で1つのストーリーが描かれており、“黒の狂気”が街に伝染していく様を全編モノクロの映像で表現したスリリングな内容に仕上がっている。
本シングルリリース一週間前の2016年7月26日には、Zepp Tokyoにて、「祝！超音速デスティニー発売記念ライブ "ゼプトピア" TOKYO」が開催された。
オリコン週間シングルチャートでは6位と前作より順位、売上ともに成績を落としたが、配信サイト・iTunes、レコチョク、moraではデイリーチャート1位（5月9日付）を獲得した。

## 収録曲

### CD（全タイプ共通）
全作曲：HISASHI
1. デストピア
作詞：HISASHI / 編曲：GLAY・亀田誠治
テレビアニメ「クロムクロ」第1クールオープニングテーマ[2]。
2. 超音速デスティニー
作詞：HISASHI / 編曲：GLAY・亀田誠治
テレビアニメ「クロムクロ」第2クールオープニングテーマ[2]。AbemaTV「AbemaPrime」エンディングテーマ[5]。
3. JUSTICE [from] GUILTY (GLAY Special Live 2013 in HAKODATE GLORIOUS MILLION DOLLAR NIGHT Vol.1)
作詞：TAKURO / 編曲：GLAY
46thシングル。
4. 微熱Ⓐgirlサマー (GLAY Special Live at HAKODATE ARENA GLORIOUS MILLION DOLLAR NIGHT Vol.2)
作詞：HISASHI / 編曲：GLAY
52ndシングル「HEROES/微熱Ⓐgirlサマー/つづれ織り〜so far and yet so close〜」の2曲目。
5. 黒く塗れ！ (GLAY ARENA TOUR 2014-2015 Miracle Music Hunt)
作詞：HISASHI / 編曲：GLAY
50thシングル「BLEEZE 〜G4・III〜」の3曲目。
6. everKrack (GLAY HIGHCOMMUNICATIONS TOUR 2016 “Supernova”)
作詞：HISASHI / 編曲：GLAY
43rdシングル「G4・II -THE RED MOON-」の1曲目。
7. coyote,colored darkness (ROCK'N' ROLL SWINDLE at NIPPONBUDOUKAN)
作詞：HISASHI / 編曲：GLAY
8thアルバム『THE FRUSTRATED』収録曲。
8. WORLD'S END (GLAY ARENA TOUR 2007 “LOVE IS BEAUTIFUL”)
作詞：HISASHI 編曲：GLAY
9thアルバム『LOVE IS BEAUTIFUL』収録曲。

### DVD
- RX-72 -54th SINGLE EDITION- HISASHI×茂木淳一の対談や解説を元に本作を徹底解剖！

1. デストピア/超音速デスティニー MUSIC VIDEO
2. デストピア/超音速デスティニー MUSIC VIDEO Making
3. 彼女はゾンビ(GLAY HIGHCOMMUNICATIONS TOUR 2016 “Supernova”)
4. デストピア(GLAY HIGHCOMMUNICATIONS TOUR 2016 “Supernova”)

## 収録アルバム
デストピア
- SUMMERDELICS

超音速デスティニー
- SUMMERDELICS